# 유항림
유항림(1914년 1월 19일 ∼ 1980년 11월 5일)은 대한민국의 저자, 소설가이다.

## 생애
1914년 1월 19일 평양시 진향리의 노동자 가정에서 태어났다. 평양에서 소학교와 광성중학교를 마치고 고서점에서 일하면서 진보적인 책들을 많이 읽고 사회주의에 심취한다.
1937년 구연묵, 최정익, 김이석, 김화청, 이휘창, 김여창, 김성집 등의 소설가와 양운한, 김조규 등의 시인들과 평양 중심의 모더니스트 그룹인 ‘단층(斷層)’을 결성해 그 이름을 딴 동인지 ≪단층≫을 발간한다. 그는 여기에 작품을 발표하는데, ≪단층≫ 1호(1937년 4월)에 소설 ＜마권(馬券)＞ , 2호(1937년 10월)에 ＜구구(區區)＞, 그리고 1938년 3∼4월에는 평론 ＜개성(個性)·작가(作家)·나＞를, 1940년 6월에는 평론 ＜소설의 창조성＞을 각각 발표한다.
1940년 10월에는 처음으로 중앙 문단에 작품을 발표한다. 그 작품이 바로 ≪인문평론(人文評論)≫에 발표한 단편 ＜부호(符號)＞다. 연이어 1941년 2월에는 ≪문장(文章)≫에 단편＜롱담(弄談)＞을 발표한다. 해방이 되던 해인 1945년 8월 김조규, 최명익과 평양예술위원회를 결성하고, 1946년 3월에는 북조선문학예술총동맹 결성에 참여한다. 이후 북조선 교육국 국어편찬위원회와 북조선문학예술총동맹 출판국에서 일을 하게 된다.
해방 이후 이러한 다양한 문학 단체를 결성하고 또 참여하는 것 이외에도 활발한 작품 활동을 한다. 1946년에 단편소설 ＜개＞, 1948년에 ＜와사＞, 1949에 ＜부들이＞, ＜아들을 만나리＞, ＜형제＞, 1950년에는 ＜최후의 피 한 방울까지＞, 1951년에는 ＜진두평＞과 전후 복구 건설기의 고난과 이를 극복해 나가는 북한 사회 구성원의 모습을 잘 형상화한 수작으로 평가받고 있는 ＜직맹반장＞을, 1954년에는 ＜소년 통신병＞을 발표한다. 1958년에는 중편소설 ＜성실성에 관한 이야기＞와 ＜판잣집 마을에서＞를 , 1961년에는 장편소설 ≪대오에 서서≫를 각각 발표한다. 1958년에는 그동안 써온 소설을 모은 ≪유항림 단편집≫이 조선작가동맹 출판사에서 간행된다.
1980년 11월 5일 67세의 나이로 생을 마감한다.